# Stradella (település)
Stradella (lombardul: Stradéla) település Olaszországban, Lombardia régióban, Pavia megyében. Lakosainak száma 11 425 fő (2023. január 1.). Stradella Arena Po, Broni, Montù Beccaria, Portalbera, San Cipriano Po, Spessa, Zenevredo, Belgioioso és Canneto Pavese községekkel határos.

## Népesség
A település lakossága az elmúlt években az alábbi módon változott:
| Lakosok száma | 10 922 | 11 658 | 11 637 | 11 425 |
|               | 2004   | 2017   | 2018   | 2023   |